# Ахенбах, Андреас
Андреас Ахенбах (нем. Andreas Achenbach; 29 сентября 1815, Кассель — 1 апреля 1910, Дюссельдорф) — немецкий живописец-пейзажист, представитель дюссельдорфской школы. Старший брат и наставник Освальда Ахенбаха, отец оперного певца Макса Альвари.

## Биография
В 1828 году вместе со своим отцом, купцом из Мангейма, он приехал в Санкт-Петербург, где четыре года спустя поступил в Академию художеств.
Во время обучения в Петербурге оценивался как посредственный студент, что можно объяснить ранним индивидуализмом будущего реформатора живописи.
После двух лет обучения живописи Андреас Ахенбах переехал в Дюссельдорф и продолжил учёбу в Академии художеств у Фридриха Вильгельма Шадова и Иоганна Вильгельма Ширмера. Эта перемена привела к позитивным изменениям в творчестве художника.
Ранние работы Ахенбаха отмечены романтизмом, со временем он стал писать реалистические пейзажи, контрастирующие с романтическими картинами, создаваемыми его современниками.
В 1832 вместе с отцом совершил поездку в Голландию, на побережье Балтийского и Северного морей. В 1835 году оставил Дюссельдорф и переехал в Мюнхен, а затем Франкфурт, где закончил работу над полотном «Буря у побережья Норвегии», которое вместе с картиной «Потерпевшие кораблекрушение в фьорде Харданге» принесли ему успех и признание публики.
Следующие 10 лет он посвятил совершенствованию мастерства, много путешествовал. Ахенбах побывал в Швеции, Норвегии, Дании, в южной и северной Германии и Тирольских горах, создавая при этом много интересных работ. Писал он также и портреты.
Возраст художника не ослабил его страсть к путешествиям. В 1873 году он отправился в Италию, где прожил два года, в основном, на Капри. С этого периода сохранились, в основном, акварели природы южной Италии.
Большое влияние на Ахенбаха оказали работы голландских мастеров XVII века.
Андреас Ахенбах — один из основателей современного немецкого пейзажа. Для немецкой школы он является пионером и реформатором. Среди его учеников были родной брат, Освальд Ахенбах и Альберт Фламм, Аполлинарий Горавский и Юзеф Маршевский.
Произведения Ахенбаха можно найти в Новой пинакотеке в Мюнхене, картинных галереях Берлина, Дрездена, Дармштадта, Кёльна, Дюссельдорфа, Лейпцига, Гамбурга, Франкфурта-на-Майне.